# Día de la Reforma
El Día de la Reforma (en alemán: Reformationstag) es una festividad religiosa celebrada el 31 de octubre en recuerdo de la Reforma protestante, particularmente de la llevada a cabo por los luteranos y algunas otras comunidades. Es fiesta nacional en Eslovenia (ya que consideran que la Reforma contribuyó decisivamente a su desarrollo cultural, a pesar de que los eslovenos son mayoritariamente católicos) y en los estados alemanes de Brandeburgo, Baja Sajonia, Mecklemburgo-Pomerania Occidental, Sajonia, Sajonia-Anhalt y Turingia.

## Historia
En la víspera del día de todos los santos de 1517, el monje agustino Martín Lutero clavó según la tradición una propuesta para debatir la doctrina y práctica de las indulgencias, popularmente conocida como las noventa y cinco tesis, que fueron clavadas en la puerta de la Iglesia del Palacio (Schlosskirche). 
Este hecho no fue un acto de provocación o desafío como muchas veces se ha pensado. La Iglesia del Palacio se encontraba en la calle principal de Wittenberg, así que la puerta de la iglesia funcionaba como un tablón público y era por tanto el lugar lógico para colocar noticias importantes. Además, estas tesis estaban escritas en latín, la lengua de la Iglesia, y no en su alemán vernáculo. Sin embargo, el hecho generó una dura controversia entre Lutero y los aliados del Papa sobre una variedad de doctrinas y prácticas. Cuando Lutero y sus seguidores fueron excomulgados en 1520, nació la tradición luterana.
Dentro del Luteranismo el Día de la Reforma es considerado una fiesta menor y es oficialmente definido como La Fiesta de la Reforma. Hasta el siglo XX las iglesias luteranas celebraban el Día de la Reforma el 31 de octubre, sin importar el día de la semana que fuera. Hoy día la mayoría de las iglesias protestantes trasladan la fiesta para que pueda caer en domingo (llamado Domingo de la Reforma), trasladando en ocasiones el Día de Todos Los Santos a otro día distinto del 1 de noviembre.
El color litúrgico de este día es el rojo, el cual representa el Espíritu Santo y los mártires de la Iglesia Cristiana. El himno de Lutero, "Ein feste Burg ist unser Gott" (en la versión en español "Castillo fuerte es nuestro Dios"), se canta tradicionalmente en este día. Todos permanecen en pie durante el himno, en memoria de su uso durante las guerras de religión del siglo XVI. Existe también la tradición de que algunos alumnos de iglesias protestantes representen pequeñas obras teatrales sobre escenas de la vida de Martín Lutero.

## Conmemoración en diversos países
- En Chile se celebra desde el año 2008 el Día Nacional de las Iglesias Evangélicas y Protestantes como feriado el 31 de octubre (aunque se traslada si cae en martes o miércoles),[1] en conmemoración del Día de la Reforma.

- En Argentina, si bien no existe una norma de alcance nacional, el año 2013 la Provincia de Entre Ríos declaró al 31 de octubre como el "Día de la Reforma Protestante", constituyendo un día no laborable en esa jurisdicción.[2]

- En el Perú el año 2017 se dictó la Ley N° 30678[3] mediante la cual se instituyó el 31 de octubre como el "Día Nacional de las Iglesias Cristianas Evangélicas en el Perú", escogiéndose dicha fecha en conmemoración del día del inicio de la Reforma Protestante.